# Saint-Pardoux-la-Rivière
Saint-Pardoux-la-Rivière is een gemeente in het Franse departement Dordogne (regio Nouvelle-Aquitaine). De plaats maakt deel uit van het arrondissement Nontron. Saint-Pardoux-la-Rivière telde op 1 januari 2022 1.170 inwoners.

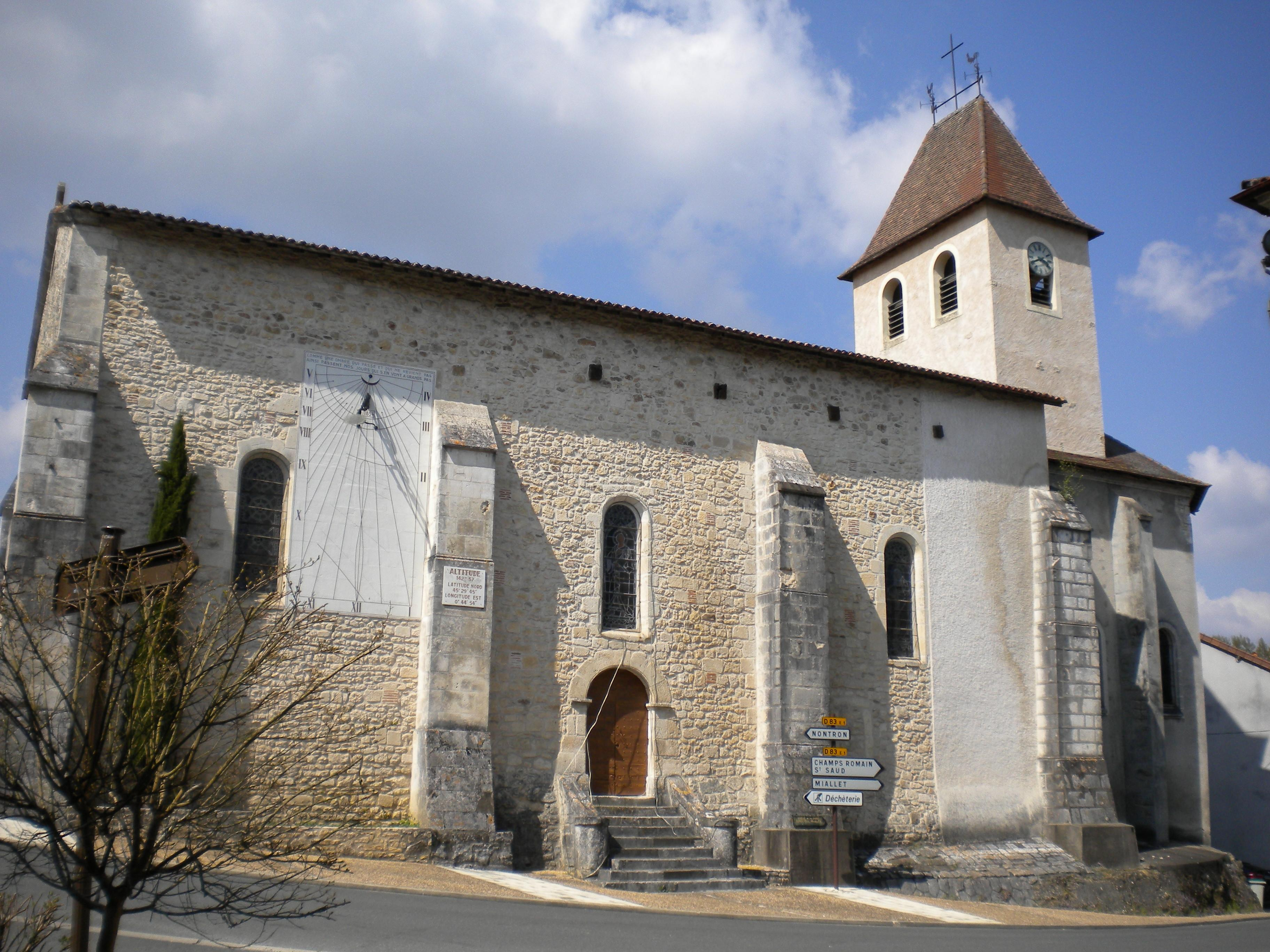
Kerk van Saint-Pardoux
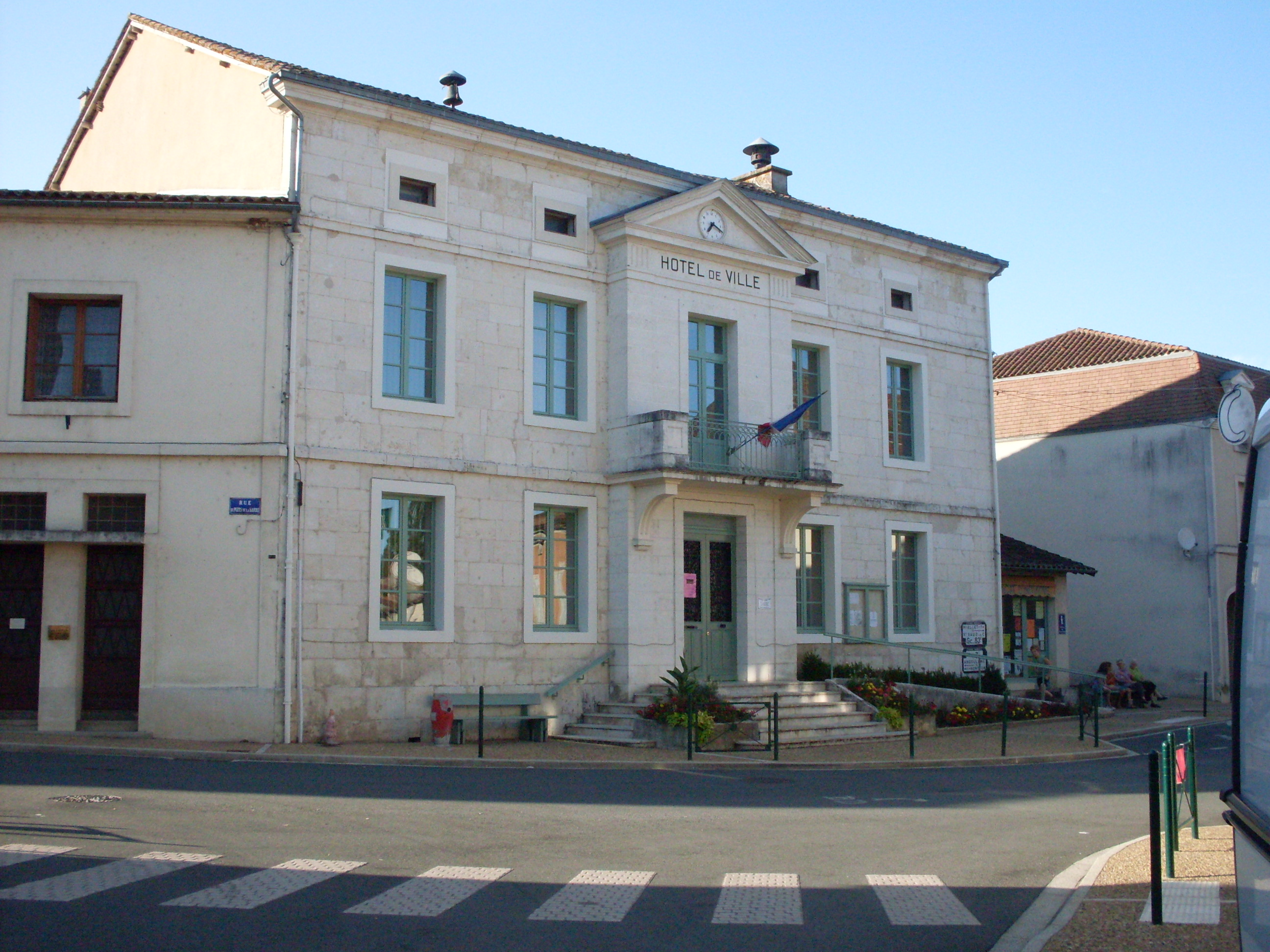
Gemeentehuis
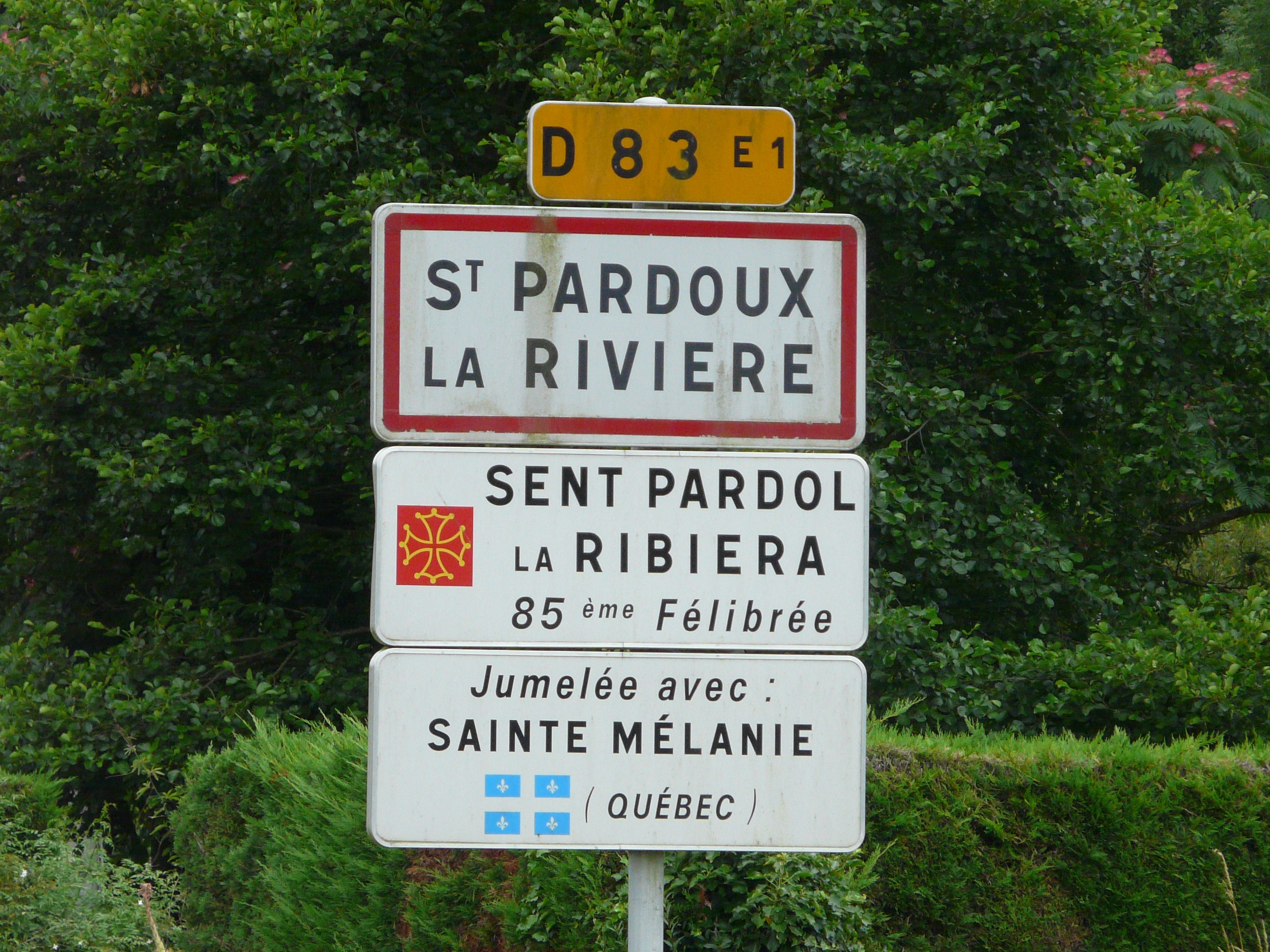

## Geografie
De oppervlakte van Saint-Pardoux-la-Rivière bedraagt 23,84 km², de bevolkingsdichtheid is 49 inwoners per km² (per 1 januari 2019).
De onderstaande kaart toont de ligging van Saint-Pardoux-la-Rivière met de belangrijkste infrastructuur en aangrenzende gemeenten.

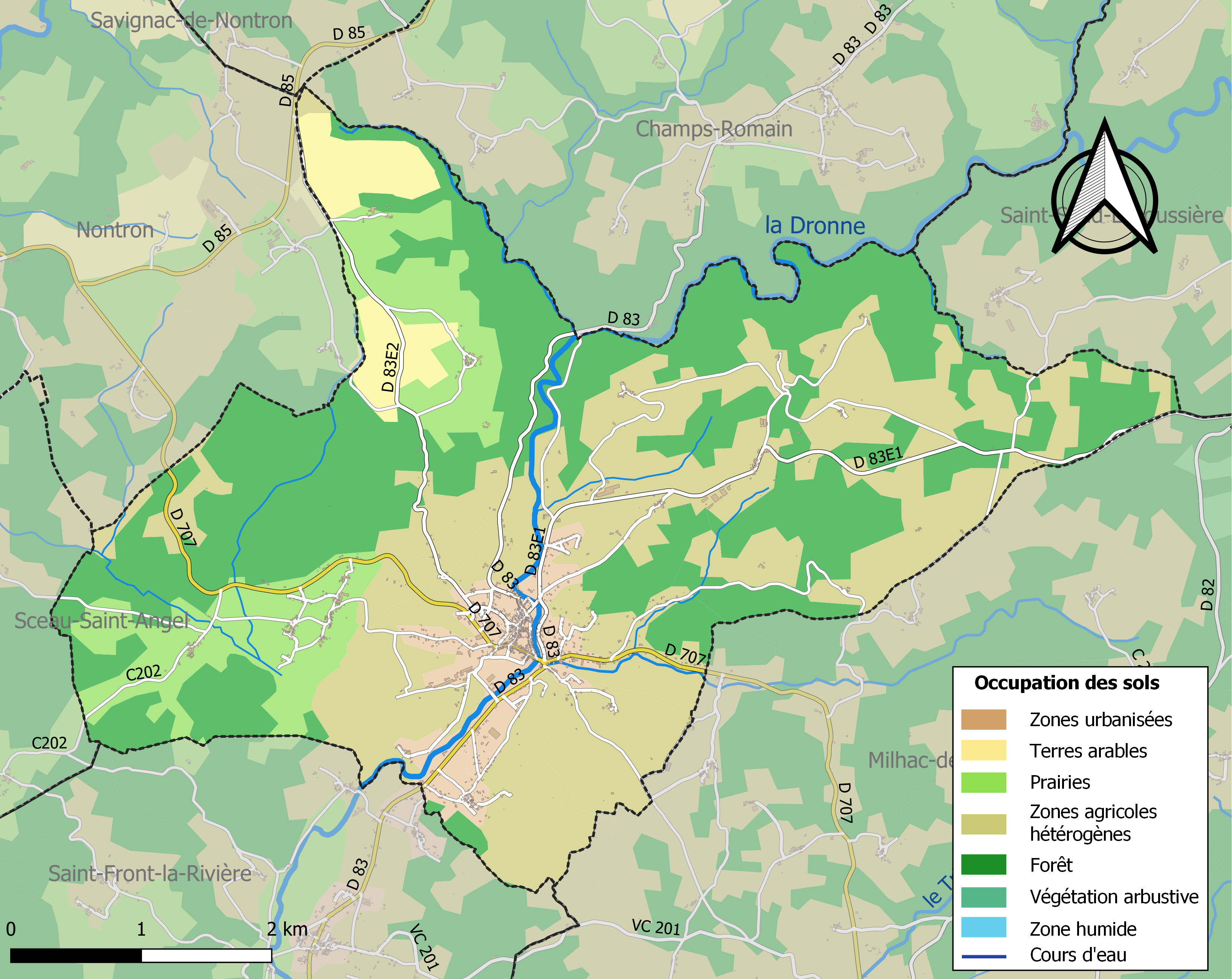

## Demografie
Onderstaande figuur toont het verloop van het inwonertal (bron: INSEE-tellingen).